# Into the Labyrinth
Into the Labyrinth (в переводе с англ. — «Вглубь лабиринта») — шестой студийный альбом группы Dead Can Dance, выпущенный на британском лейбле 4AD в сентябре 1993 года. Первый альбом, записанный Джеррард и Перри без приглашённых сессионных музыкантов и первый альбом, выпущенный по договорённости с 4AD на лейбле-мейджоре — WEA.

## Об альбоме
Песни «The Ubiquitous Mr. Lovegrove» и «The Carnival Is Over» были выпущены как радиосинглы (коммерческого выпуска на CD не было). Композиция «Yulunga» была выпущена на промосингле к фильму «Барака». На композиции «The Carnival Is Over» и «Yulunga» были сняты видеоклипы.
Название альбома «Into the Labyrinth» намекает на древнегреческий миф о Тесее, отправившемся в лабиринт, чтобы сразиться с Минотавром.

## Список композиций
1. Yulunga (Spirit Dance) — 6:56
2. The Ubiquitous Mr. Lovegrove — 6:17
3. The Wind That Shakes the Barley — 2:49
4. The Carnival Is Over — 5:28
5. Ariadne — 1:54
6. Saldek — 1:07
7. Towards the Within — 7:06
8. Tell Me About the Forest (You Once Called Home) — 5:42
9. The Spider’s Stratagem — 6:42
10. Emmeleia — 2:04
11. How Fortunate the Man With None — 9:15

На ограниченном издании альбома на двух грампластинках были добавлены треки «Bird» и «Spirit», ранее вышедшие на сборнике A Passage in Time:
- Bird — 5:00
- Spirit — 4:59

Треки написаны Dead Can Dance (Лиза Джеррард и Брендан Перри), кроме трека 3 (слова и музыка доктора Роберта Дуайера Джойса (англ. Robert Dwyer Joyce), народные, аранжированные Dead Can Dance) и трека 11 (слова Бертольта Брехта, перевод на английский — Джон Уиллетт (англ. John Willett).